# Orrville (Ohio)
Orrville è un comune degli Stati Uniti d'America, situato nello stato dell'Ohio, nella contea di Wayne.